# Via XX Settembre (Milano)
Via XX Settembre è un'elegante strada residenziale della città di Milano, tematizzata dal Piano Beruto del 1884-1889 e realizzata fra il finire del XIX secolo e i primi anni del XX. Venne intitolata al 20 settembre 1870, giorno in cui si svolse la Breccia di Porta Pia a Roma che sancì sia la fine dello Stato Pontificio che l'ingresso di Roma nel Regno d'Italia.

## Storia
Via XX Settembre venne concepita nell'ambito dell'urbanizzazione delle aree poste tra il Castello Sforzesco e Porta Magenta, negli stessi anni che videro la sistemazione definitiva dell'ex piazza d'armi, alle spalle del Castello con la realizzazione del nuovo Parco Sempione. 
Tematizzata dal Piano Beruto (1884-1889), la via - perfettamente in asse con l'Arena Civica - venne concepita per essere lottizzata in piccoli appezzamenti destinati ad ospitare i villini signorili dell'alta borghesia, la nuova classe dominante sulla scena politica milanese. Fu così che fin dalla fine dell'Ottocento cominciarono a sorgere i primi villini in stile neorinascimentale prima e in sitle liberty successivamente, che ancora oggi la caratterizzano in larga parte, in un quartiere fortemente connotato dalla presenza di verde (tenendo anche conto l'estrema vicinanza del Parco Sempione). 
Due fra i villini più noti furono: il Villino Hoepli (1894-1896), di proprietà dell'editore svizzero Ulrico Hoepli, demolito nel dopoguerra e il Villino Francetti Frova (1895-1896). Quest'ultimo si distingueva per la caratteristica torre ottagonale d'angolo, coronata da una loggetta a cupolino.

## Galleria d'immagini

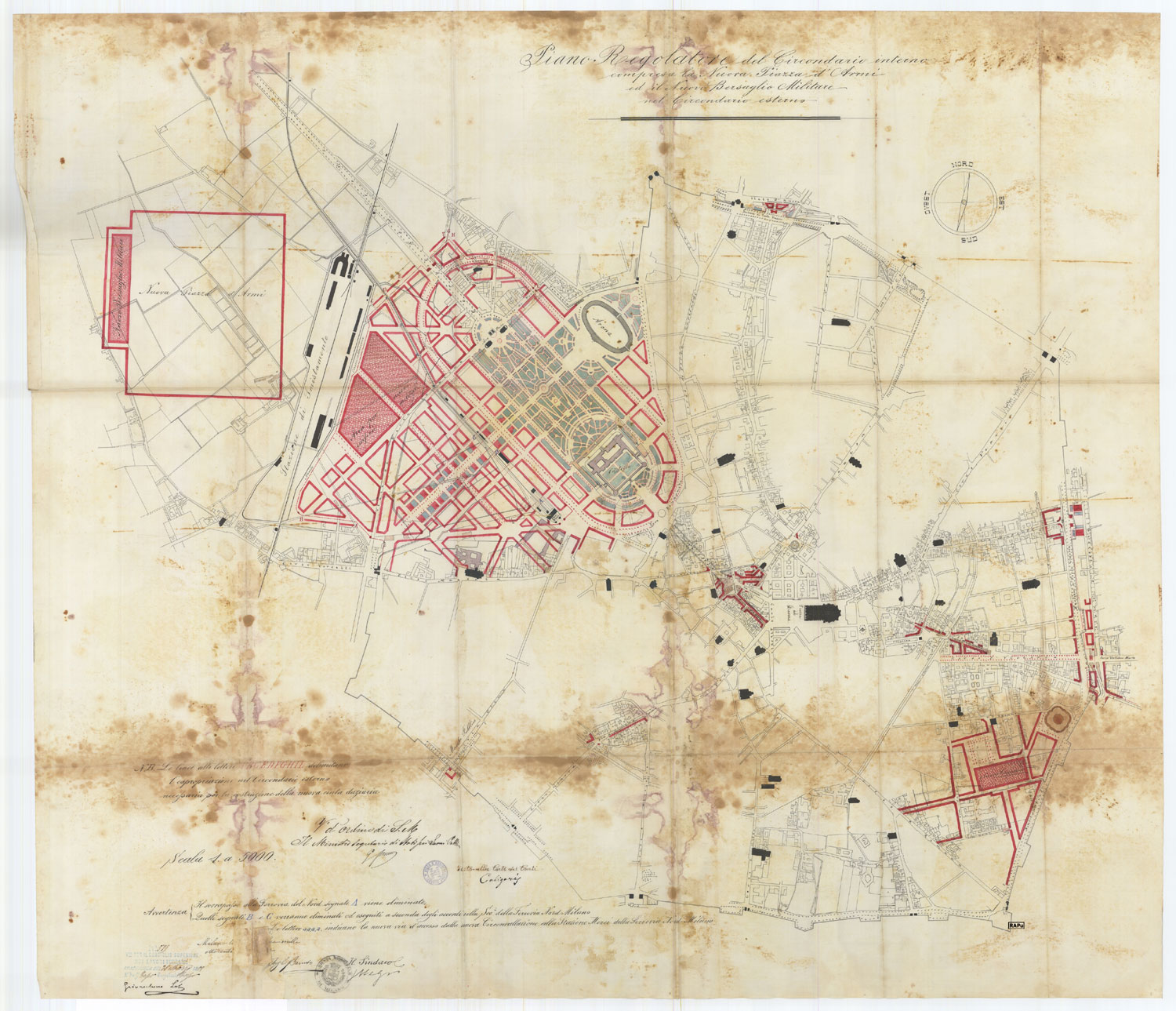
La sistemazione del Beruto
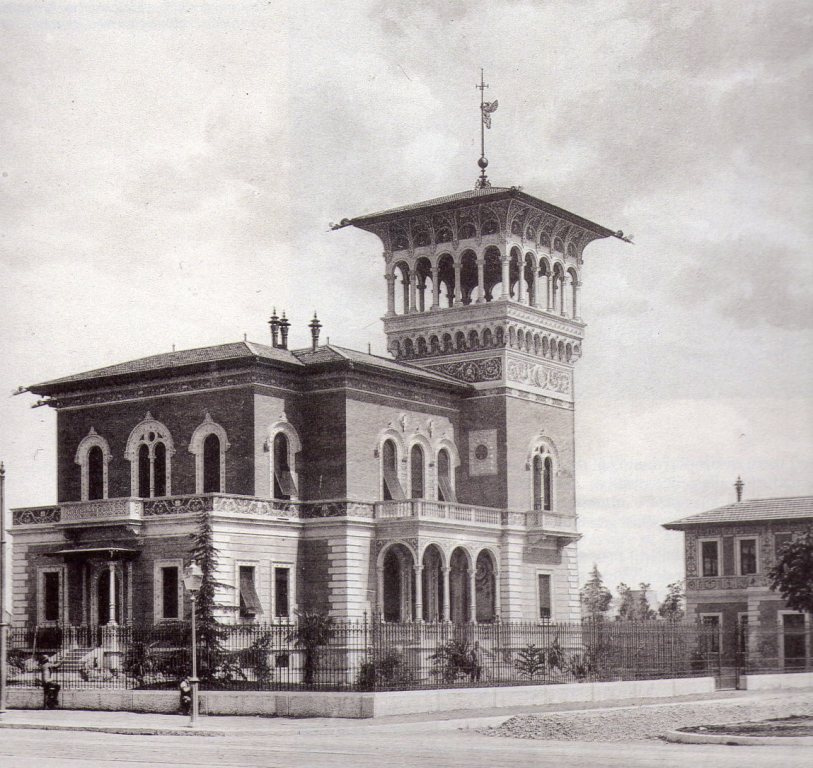
Il villino Hoepli
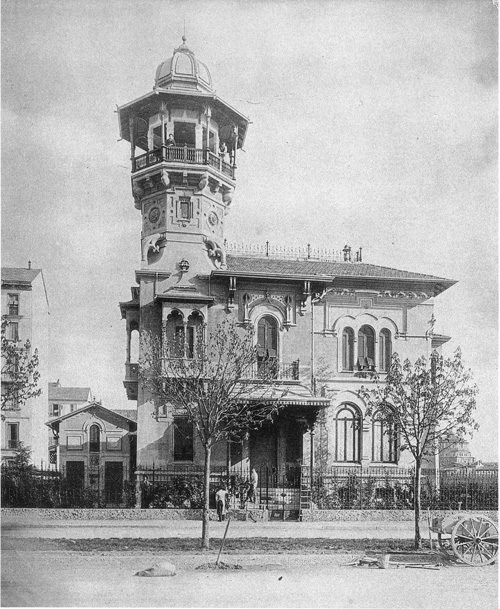
Il villino Francetti Frova

## Trasporti
- Conciliazione